# Гедеон Рихтер
Гедеон Рихтер (на унгарски: Richter Gedeon) (1872 – 1944) е унгарски фармацевт и предприемач, основател на Химични заводи „Гедеон Рихтер“ АД и на унгарската фармацевтична индустрия.
През 2010 г. Унгарската асоциация на мениджърите (MOSZ) удостоява посмъртно Гедеон Рихтер с първата по рода си титла „Бизнесмен на историята“ за неговото историческо, социално и икономическо влияние. 

## Живот
Гедеон Рихтер е роден на 23 септември 1872 г. в Ечед, Унгария, в семейство на еврейски търговци на зърнени култури.
Получава диплома по фармация в Университета в Будапеща през 1895 г.
По време на работата си в Западна Европа изучава най-модерната за времето си технология за производство на лекарства и най-новия начин за лечение – органотерапия (лечение с животински органи), който по онова време е все още неизвестен в Унгария. Решава да развива това лечение и в Унгария.
Връщайки се в страната, купува аптека „Орел“ в Будапеща през 1901 г. (която все още е притежание на „Гедеон Рихтер“ АД) с парите от наследството си. Създава лаборатория за производство на биологични суровини и лаборатория за химични изследвания, в която се произвеждат и продават неговите органотерапевтични продукти.
Неговият първи продукт – Tonogen Suprarenale инжекция, съдържа адреналин, изолиран от надбъбречна жлеза, е произведен от „Гедеон Рихтер“ 1 г., след като е открит в Япония. Той се произвежда от „Гедеон Рихтер“ АД, но вече по синтетичен път.
Нарастващото търсене на неговите лекарства налага откриването на фабрика. С основаването на производствена фабрика в Кьобаня, Будапеща (понастоящем централата на „Гедеон Рихтер“ АД се намира там) през 1907 г. фармацевтът Г. Рихтер поставя началото на фармацевтичната индустрия в Унгария. Той патентова производствените процеси и продуктите си, като до смъртта му предприятието получава 86 патента.
Фабриката започва да произвежда фитохимични и синтетични продукти: през 1910 г. се появяват Hyperol и Kalmopyrin, които се произвеждат и до днес. През 1920-те години Г. Рихтер започва изграждането на глобална търговска мрежа с цел разпространението на продуктите из целия свят.
През 1928 г. Гедеон Рихтер е удостоен с титлата „главен съветник на правителството“.
Развитието на компанията е спряно по време на Втората световна война. Заради еврейския си произход Г. Рихтер е принуден да се оттегли от позицията си на председател на Съвета на директорите през 1942 г. ((в съответствие с антиеврейските закони)) и неговото назначение е прекратено. Той има възможността да избяга в чужбина, но притеснен за бъдещето на компанията, остава в страната. През 1944 г. дейността на компанията е прекратена.
Заловен е от ескадрон на нацистката „Партия на кръстосаните стрели“ на 30 декември 1944 г. Застрелян е и тялото му, което така и не е открито, е изхвърлено в река Дунав.

## Забележки
1. ↑  Takács János, Bogsch Erik, Dr. Kozma Miklós, Babarczy Balázs, Rasztik Tibor, Pillich Lajos, Chladek István: Historical businessmen: Gedeon Richter, Budapest, 2010, p.1